# Ermita de Santa Bárbara (Alberique)
La ermita de Santa Bárbara es un templo situado en la cima de la Montañeta, en el municipio de Alberique. Es bien de relevancia local con identificador número 46.20.011-010.

## Historia
La construcción de la ermita ya estaba en curso en 1740, como se concluye del testamento de Jaime Lagrava, quien dejaba instrucciones para financiar la campana del templo para cuando este se acabara. Las obras terminaron en 1759 y la campana del mismo llevó inscrito el nombre del benefactor.
La construcción del templo sufrió diversos contratiempos. Un primer intento de edificación hubo de ser demolido por la debilidad de su diseño. Un segundo y definitivo proyecto fue elaborado por el padre Fray José Alberto Pina, carmelita y arquitecto. La bendición del edificio tuvo lugar en la fiesta de la titular, el 4 de diciembre de 1759.
Desde su construcción, el edificio ha sido sometido a reformas. En 1898 se renovó la torre y el 1995 se realizó una rehabilitación profunda.

## Descripción
El ermitorio se halla en la cima de la Montañeta (localmente la Muntanyeta), una pequeña elevación de unos 50 metros de altura situada al norte del casco de la población, cerca de la misma. Se encuentra rodeada de una zona arbolada utilizada como espacio de esparcimiento. La fachada del templo recae a una amplia plazoleta donde hay una fuente y una bancada semicircular de piedra.
El santuario destaca por presentar unas dimensiones superiores a las habituales en las edificaciones de esta naturaleza de la zona. En el exterior, destaca su cúpula de tejas azules sobre tambor que cubre el crucero, así como la torre campanario que es de planta cuadrada y está dotada de aspilleras. Remata esta torre una gran cruz. Anexa al templo se encuentra a inicios del siglo XXI la que fue casa del ermitaño, usándose como taller de ocupación para la repoblación y mantenimiento del entorno. En 1922 señalaba Francisco Girona Chavarría en su Memoria médica de Alberique que el ermitaño también asumía la función de guardia forestal del paraje.
La fachada es rectangular en ella solo se encuentra la puerta de acceso y una hornacina vacía dispuesta sobre la misma. En su parte superior está rematada por un alero. La decoración interior es noeclásica. El espacio se distribuye en cuatro naves que forman una cruz griega. El crucero está cubierto por una cúpula, como ya se ha explicado. La imagen de Santa Bárbara preside el altar mayor, mientras que los de los brazos del crucero están dedicados a la Virgen de los Dolores y a Jesús Nazareno. Alberga el templo otras obras de imaginería, principalmente los pasos procesionales de Semana Santa.